# Sáfrax
Sáfrax (m. c. 400) fue un duque ostrogodo que lideró a su pueblo tras la muerte del rey Vitimiro.

## Biografía
Probablemente de origen alano o sármata, desde el 376 tras la guerra contra los hunos, condujo a su pueblo junto con Alateo, como regentes del rey niño Viderico, contra el Imperio romano. Así, participó junto con Alateo en la batalla de Adrianópolis en el 378.